# Chtonobius burmeisteri
Chtonobius burmeisteri är en skalbaggsart som beskrevs av Krajcik 2006. Chtonobius burmeisteri ingår i släktet Chtonobius och familjen Cetoniidae. Utöver nominatformen finns också underarten C. b. mvumus.